# رالف برتون
رالف برتون (انگلیسی: Ralph Burton; ۱۷۵۴ - ۱۷۶۸) افسر ارتش بریتانیا بود.
دوران نظامی برتون در دومین گروهان گارد سواره نظام آغاز شد، جایی که او به درجه سرگردی رسید و تحت فرماندهی جورج آگوستوس الیوت، مدافع جبل الطارق، خدمت کرد. در سال ۱۷۵۴، برتون به عنوان سرهنگ دوم هنگ ۴۸ پیاده نظام منصوب شد که در تصرف کبک در سال ۱۷۵۹ و مارتینیک و هاوانا در سال ۱۷۶۲ نقش داشت. در سال ۱۷۶۰، ژنرال جفری امهرست، فرماندار کل آمریکای شمالی بریتانیا، او را به عنوان فرماندار ستوان ناحیه تروا ریویر منصوب کرد، در حالی که فرانسه جدید تحت حکومت نظامی بریتانیا باقی ماند.
در ۳۱ ژانویه ۱۷۶۱، برتون هنگ ۹۵ پیاده نظام را در کارولینای جنوبی از چندین گروهان مستقل تشکیل داد. این هنگ با موفقیت علیه چروکی‌ها جنگید. سپس به باربادوس منتقل شد. از آنجا در تصرف مارتینیک، اشغال گرنادا و محاصره هاوانا (۱۷۶۲) شرکت کرد.  این هنگ در ۷ مارس ۱۷۶۳ در انگلستان منحل شد.
پس از بازگشت حکومت غیرنظامیان تحت فرمان فرماندار تازه منصوب شده، ژنرال جیمز موری، برتون به عنوان سرتیپ (فرمانده) ارتش در استان جدید بریتانیایی کبک منصوب شد. او همچنین به عنوان سرهنگ سوم (باف‌ها) منصوب شد. پس از درگیری مداوم با فرماندار موری، او و برتون در سال ۱۷۶۶ به بریتانیا فراخوانده شدند.
با وجود اینکه برتون چهره‌ای تأثیرگذار در تاریخ نظامی و ژئوپلیتیک کانادا بود، اطلاعات کمی در مورد زندگی او در خارج از ارتش وجود دارد. به نظر می‌رسد او دوست صمیمی جان کالکرافت بوده و چند ماه قبل از مرگش به عنوان نماینده ورهام، یک بخش کوچک تحت کنترل کالکرافت، به پارلمان انتخاب شد.
او در سال ۱۷۶۸ درگذشت. در وصیت‌نامه‌ای که در سال ۱۷۶۷ نوشته شده، به ملکی در یورکشایر انگلستان و یک خانه شهری در لندن اشاره شده است.  او دو بار ازدواج کرد: در سال ۱۷۵۰ با الیزابت سنت لژه (درگذشته ۱۷۵۳)، خواهر آنتونی سنت لژه که مسابقه اسب‌دوانی معروف به نام او نامگذاری شده است، و سپس حدود سال ۱۷۶۳ با مارگریت لیدیوس. او از ازدواج دوم خود صاحب یک پسر و یک دختر شد. دختری به نام مری، وارث نهایی او، با ژنرال ناپیر کریستی ازدواج کرد که نام خانوادگی برتون را برای خود برگزید.
یادبودی از رالف برتون در کلیسای سنت مری، کاتینگهام، ایست رایدینگ یورکشایر قرار دارد.